# Eero Remes
Eero Remes   (Järvenpää, 15 de juliol de 1985) és un pilot de motocròs i enduro finlandès. Ha estat tres vegades Campió del Món d'enduro en la categoria E1 (2015 i 2016) i una en E2 (2018). El 2011, formà part de l'equip nacional que guanyà el Trofeu als ISDE.
Remes va començar a destacar en motocròs de jove (en guanyà quatre campionats de Finlàndia entre el 2005 i el 2009) i canvià a l'enduro el 2008. Des del 2019, forma part de l'equip oficial de Yamaha al Campionat del Món. Viu a Nummenkylä, un districte de la zona nord de Järvenpää, i pertany al Tuusula Motor Club.

## Palmarès
- 2002
  - 4t al Campionat de Finlàndia motocròs juvenil (per a menors de 20 anys)
  - 8è al Campionat de Finlàndia de motocròs 125cc
- 2003
  - 7è al Campionat de Finlàndia de motocròs 125cc
  - 1r a la Copa Mundial Juvenil de 125cc, als Països Baixos
- 2004
  - 7è al Campionat de Finlàndia de motocròs 125cc
  - 7è al Campionat de Finlàndia de motocròs Open
  - Campió de Finlàndia d'enduro juvenil
- 2005
  - Campió de Finlàndia de motocròs 125cc
  - 3r al Campionat de Finlàndia de motocròs Open
  - Campió de Finlàndia d'enduro juvenil
  - Subcampió de Finlàndia d'enduro per equips
  - 3r als ISDE amb l'equip juvenil de Finlàndia
  - Guanyador del Saku Favor Off Road
- 2006
  - Campió de Finlàndia de motocròs MX1 i MX2
  - Subcampió de Finlàndia de motocròs per equips
  - Punts al Gran Premi de Suècia del Campionat del Món de motocròs
- 2007
  - Subcampió de Finlàndia de motocròs MX1
  - Punts al Gran Premi d'Irlanda del Campionat del Món de motocròs
- 2009
  - Campió de Finlàndia de motocròs MX2
- 2011
  - Victòria d'equip al Trofeu dels ISDE de Kotka-Hamina (Finlàndia)
- 2012
  - Campió d'Itàlia d'enduro
- 2013
  - Campió d'Itàlia d'enduro
- 2015
  - Campió del Món d'enduro E1[1]
- 2016
  - Campió del Món d'enduro E1[2]
- 2017
  - Victòria absoluta a la Päijänteen ympäriajo, puntuable per primer cop per al Campionat del Món d'enduro
  - 3r al Campionat del Món d'enduro E2[3]
- 2018
  - Campió del Món d'enduro E2[4]